# Kermadec
Kermadec (ang. Kermadec Islands, maor. Rangitāhua) – grupa wysp wulkanicznych w południowo-zachodniej części Oceanu Spokojnego. 

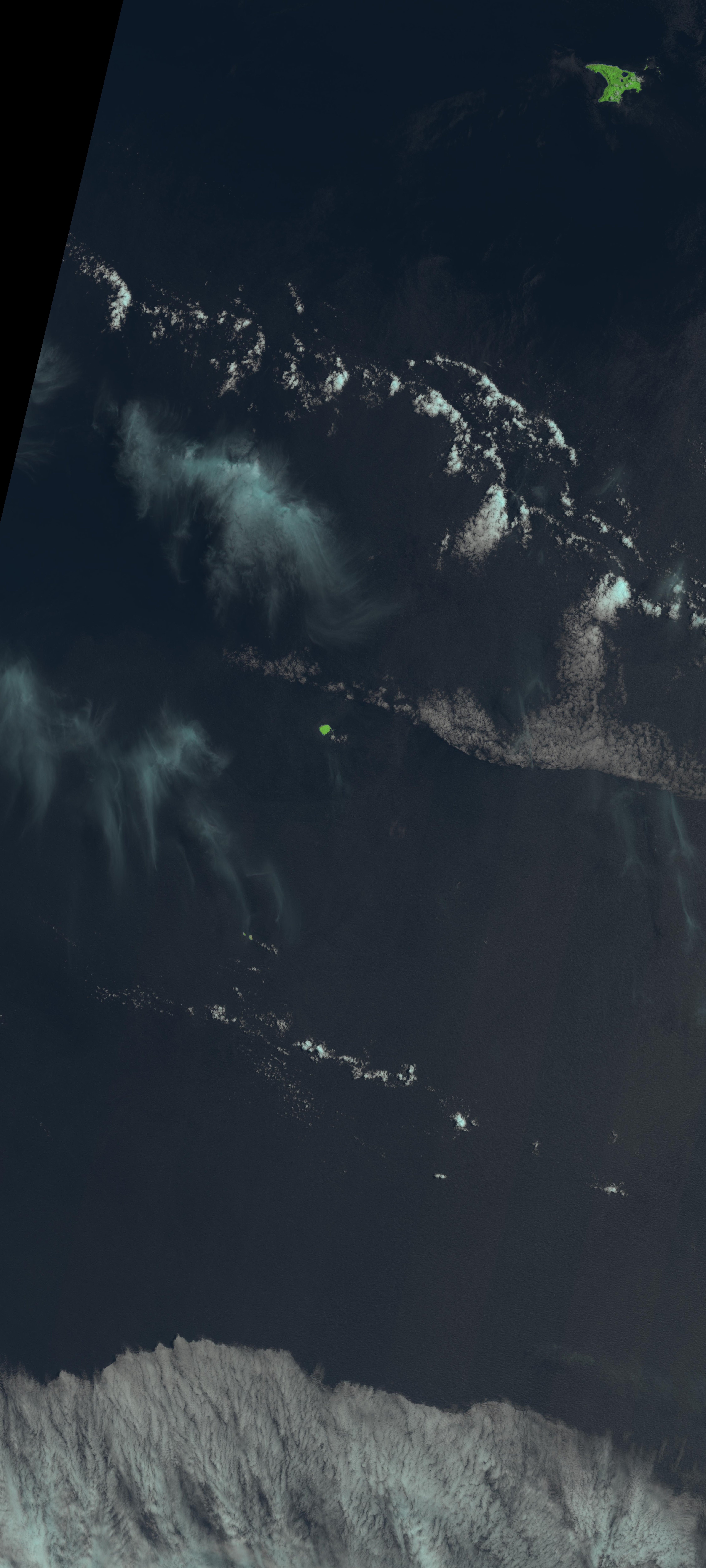
Łańcuch wysp Kermadec widoczny z satelity

Archipelag leży około 1000 km na północny wschód od Nowej Zelandii, do której administracyjnie należy. Składa się z czterech większych wysp i szeregu mniejszych. Położone są między 29° a 31,5° szerokości geograficznej południowej i między 178° a 179° długości geograficznej zachodniej. Jest to łuk wyspowy położony nad strefą subdukcji płyty pacyficznej pod płytę australijską. Na wschód od wysp ciągnie się głębokomorski Rów Kermadec, który jest epicentrum licznych trzęsień ziemi nawiedzających archipelag.
Powierzchnia wysp wynosi 34 km². Są one niezamieszkane, jedynie na głównej wyspie Raoul znajduje się stacja meteorologiczna i sejsmologiczna z dziesięcioosobową załogą.

## Historia
Polinezyjczycy zasiedlili te wyspy najprawdopodobniej około XIV wieku (choć niewykluczone, że jeszcze w X wieku). Kiedy jednak w 1788 dotarli tam Europejczycy, zastali wyspy bezludne. W 1886 roku zostały anektowane przez Wielką Brytanię, a rok później ogłoszone częścią Nowej Zelandii.